# San Jerónimo megye
San Jerónimo egy megye Argentína középpontjától északkeletre, Santa Fe tartományban. Székhelye Coronda.

## Népesség
A megye népessége a közelmúltban a következőképpen változott:
| Év   | Lakosság |
| ---- | -------- |
| 2001 | 75 566   |
| 2010 | 80 840   |